# Kihnu
Kihnu Észtországhoz tartozó sziget a Balti-tengeren, a Rigai-öbölben. Területe 16,4 km², ezzel Észtország hetedik legnagyobb szigete. Közigazgatásilag Pärnu megyéhez tartozik. Több környező kis szigettel együtt egy közigazgatási egységet képeznek Kihnu község keretei között. Állandó lakossága 2007-es állapot szerint 604 fő volt.  A szigeten található, Kihnu községhez tartozó települések Lemsi, Linaküla, Rootsiküla és Sääre.
A sziget Pärnuból és Manilaidból kompon, Pärnuból repülőgépen érhető el. Télen a befagyott Balti-tenger a jégen személygépkocsival is megközelíthető.

## Története
A sziget első említése 1386-ból való, akkor Kyne néven hivatkoztak rá.

## Képek

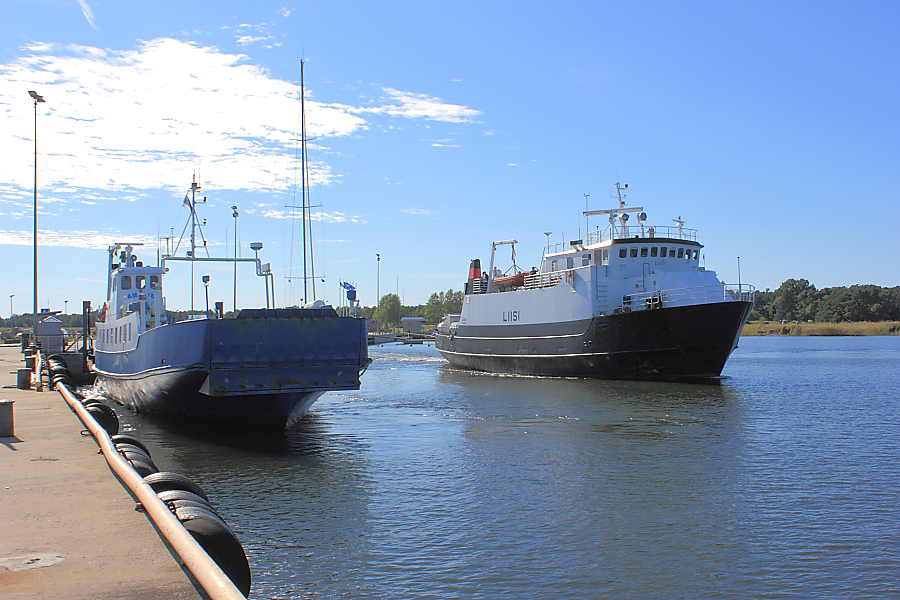
Kikötő
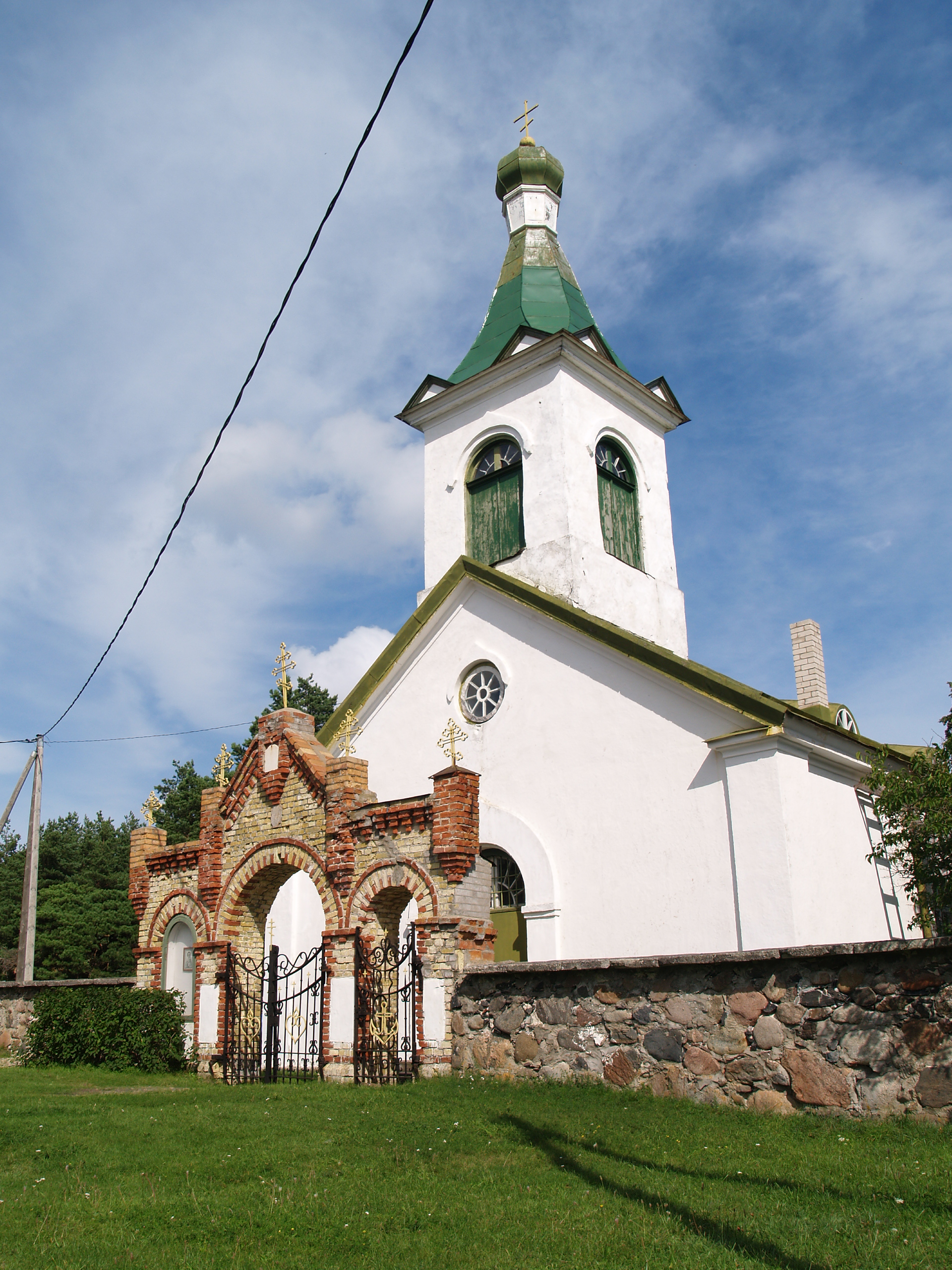
Templom
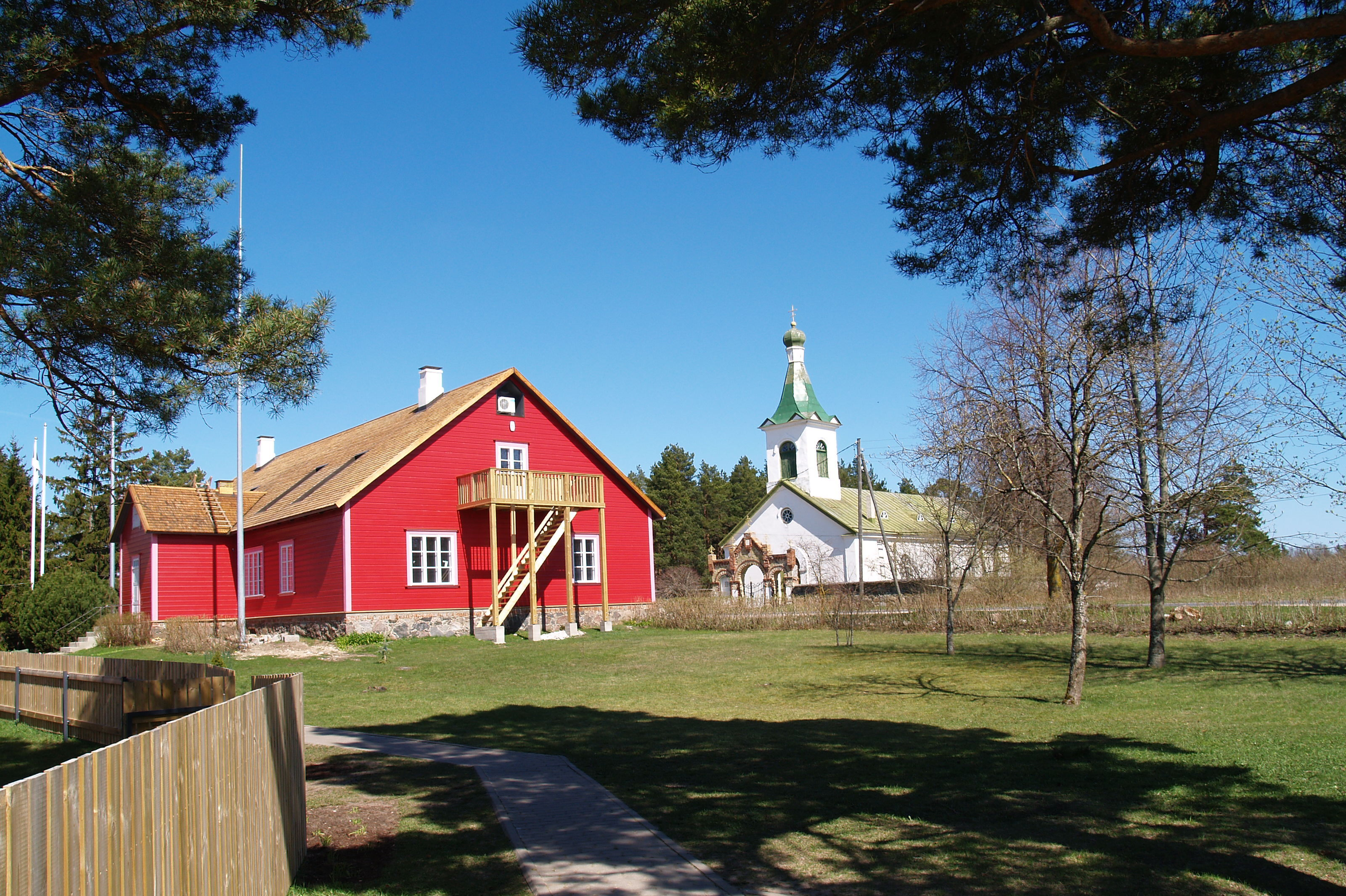
Múzeum (vörös ház)
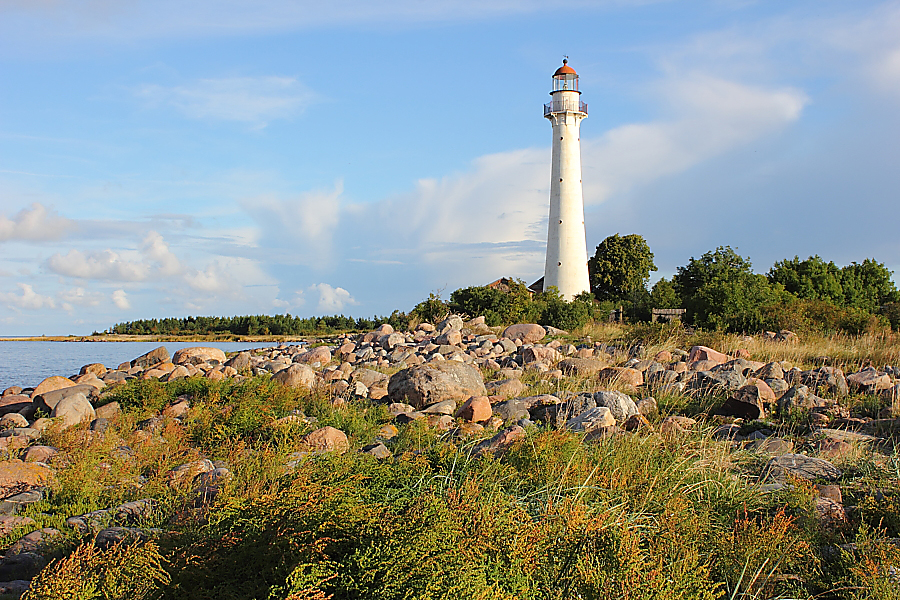
Világítótorony
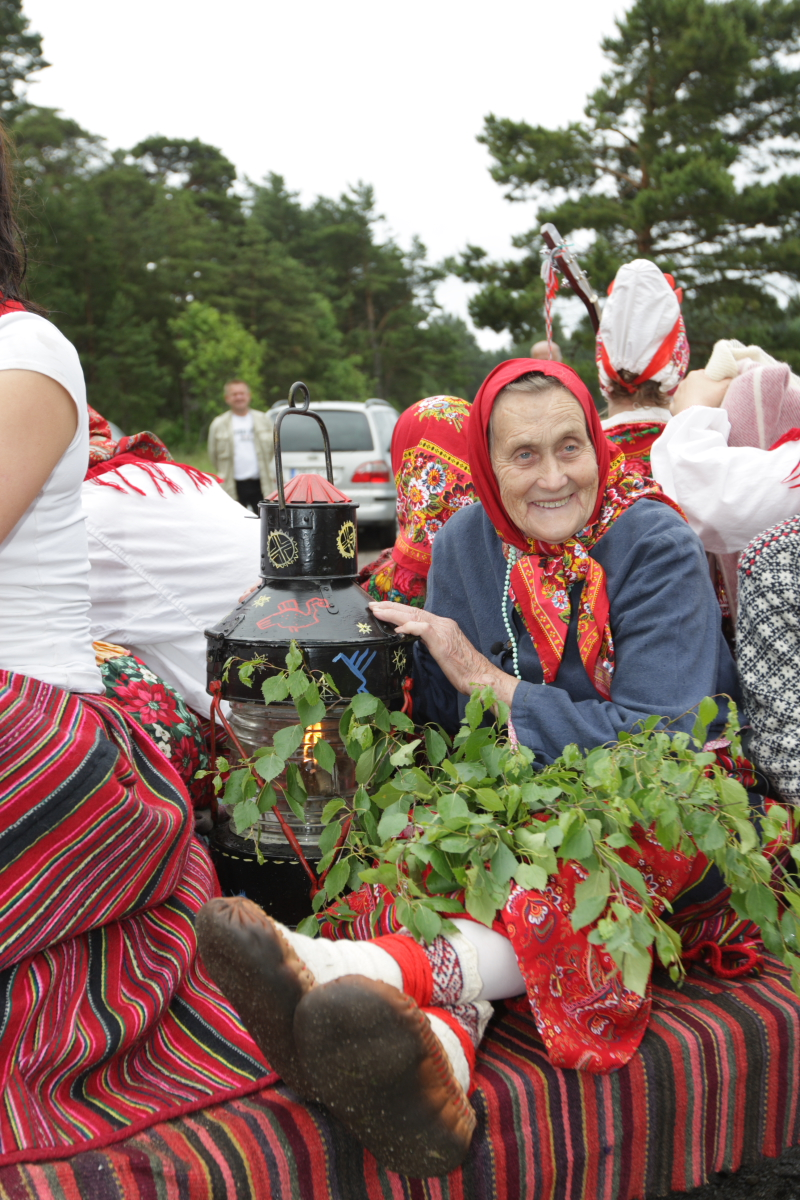
Helyi hagyományőrző csoport